# Alexander Varshavsky
Alexander Varshavsky (aussi orthographié Varchavski, en russe : Александр Яковлевич Варшавский)  est un biochimiste russo-américain, professeur au California Institute of Technology, né 8 novembre 1946 à Moscou.

## Biographie
Varchavski obtient une licence en chimie à l'université d'État de Moscou en 1970 et en 1973 un doctorat en biochimie à l'Institut de biologie moléculaire de Moscou. De 1973 à 1976, il est assistant de recherche. En 1977, Varchavski émigre aux États-Unis, où est successivement professeur junior au département de biologie du Massachusetts Institute of Technology, puis en 1977 professeur assistant, en 1980 professeur associé, et il devient professeur ordinaire en 1986. En 1992, il rejoint le California Institute of Technology, où il est professeur Howard et Gwen Laurie Smits de biologie cellulaire.

## Travaux
Au moyen d'études sur les gênes  de levures et de cultures cellulaires d'organismes supérieurs, Varchavski a pu clarifier de nombreux rôles que joue l'ubiquitine dans la dégradation des protéines selon la règle de l'extrémité N, qui joue un rôle important dans le cycle cellulaire, dans l'apoptose, dans la transformation maligne, dans la régulation des inflammations et dans la réponse immunitaire.
« Alexander J. Varshavskyi a apporté des contributions majeures aussi bien aux mécanismes de la dégradation des protéines qu’aux conséquences de celle‐ci à la physiologie cellulaire (...) Les travaux d’Alexander J. Varshavsky ont montré que la vitesse de dégradation des protéines est également hautement régulée. En particulier, il a montré le rôle des cascades d’ubiquitination dans la dégradation protéique. (...) Il a proposé que la stabilité d’une protéine soit déterminée par l’acide aminé présent à l’extrémité N‐terminale. Il a découvert que l’acétylation de celui‐ci créait un signal reconnu par la machinerie d’ubiquitination. Enfin, il a directement impliqué la dégradation des protéines par poly‐ubiquitination dans des processus physiologiques ou adaptatifs (...) ».

## Prix et distinctions (sélection)
- 1987 Membre de l'American Academy of Arts and Sciences[3]
- 1995 Membre de l'Académie nationale des sciences
- 1999 Prix Gairdner
- 2000 Prix Albert-Lasker pour la recherche médicale fondamentale
- 2000 Prix Alfred P. Sloan, Jr.
- 2001 Prix Pasarow
- 2001 Prix de recherche Max-Planck
- 2001 Prix Louisa-Gross-Horwitz
- 2001 Membre de l'American Philosophical Society
- 2001 Prix Wolf en médecine
- 2001 Prix Massry
- 2001 Membre étranger de l'European Molecular Biology Organization
- 2002 Médaille E. B. Wilson
- 2002 Membre de l'American Association for the Advancement of Science
- 2005 Membre étranger de l'Academia Europaea[4]
- 2006 Prix Fondation ARC Léopold-Griffuel
- 2006 Prix March of Dimes
- 2007 Médaille Schleiden
- 2011 BBVA Foundation Frontiers of Knowledge Awards
- 2012 Médaille Otto-Warburg
- 2012 Prix international Roi-Fayçal en sciences
- 2014 Breakthrough Prize in Life Sciences
- 2014 Albany Medical Center Prize
- 2016 Grande médaille de l'Académie des sciences
- 2017 Prix Heinrich-Wieland